# بروک پارک (مینه‌سوتا)
بروک پارک، مینه‌سوتا (به انگلیسی: Brook Park, Minnesota) یک شهر در ایالات متحده آمریکا است که در مینه‌سوتا واقع شده‌است.

## خصوصیات
بروک پارک ۲٫۶۲ کیلومترمربع مساحت و ۱۳۹ نفر جمعیت دارد و ۳۱۳ متر بالاتر از سطح دریا واقع شده‌است.